# Treyarch
Treyarch Corporation (/ˈtreɪɑːrk/ TRAY-ark; fostul Treyarch Invention LLC) este un dezvoltator de jocuri video american cu sediul în Santa Monica, California. Fondat în 1996 de Peter Akemann și Doğan Köslü, a fost achiziționat de Activision în 2001. Studioul este cunoscut pentru lucrul său pentru seria Call of Duty, care o dezvoltă alături de Infinity Ward, Sledgehammer Games și Raven Software.

## Jocuri dezvoltate
| An   | Joc                              | Platforme                                                                                                  | Note |
| ---- | -------------------------------- | --- | --- |
| 1998 | Olympic Hockey '98               | Nintendo 64                                                                                                | |
| 1998 | Die by the Sword                 | Microsoft Windows                                                                                          | |
| 1998 | Die by the Sword: Limb from Limb | Microsoft Windows                                                                                          | |
| 1999 | Triple Play 2000                 | Nintendo 64                                                                                                | |
| 2000 | Draconus: Cult of the Wyrm       | Dreamcast                                                                                                  | |
| 2000 | Triple Play 2001                 | PlayStation                                                                                                | |
| 2000 | Max Steel: Covert Missions       | Dreamcast                                                                                                  | |
| 2001 | Triple Play Baseball             | Microsoft Windows, PlayStation, PlayStation 2                                                              | |
| 2002 | NHL 2K2                          | Dreamcast                                                                                                  | |
| 2002 | Spider-Man                       | GameCube, PlayStation 2, Xbox, Microsoft Windows                                                           | |
| 2002 | Kelly Slater's Pro Surfer        | GameCube, PlayStation 2, Xbox, Microsoft Windows, macOS                                                    | |
| 2002 | NHL 2K3                          | GameCube, PlayStation 2, Xbox                                                                              | |
| 2002 | Minority Report: Everybody Runs  | PlayStation 2, Xbox, GameCube                                                                              | |
| 2004 | Spider-Man 2                     | PlayStation 2, Xbox, GameCube                                                                              | |
| 2005 | Ultimate Spider-Man              | Microsoft Windows, PlayStation 2, Xbox, GameCube                                                           | |
| 2005 | Call of Duty 2: Big Red One      | PlayStation 2, Xbox, GameCube                                                                              | |
| 2006 | Call of Duty 3                   | PlayStation 2, PlayStation 3, Xbox, Xbox 360                                                               | |
| 2007 | Spider-Man 3                     | PlayStation 2, PlayStation Portable, Nintendo Wii, PlayStation 3, Xbox 360, Microsoft Windows, macOS, OS X | |
| 2008 | Spider-Man: Web of Shadows       | Microsoft Windows, PlayStation 3, Wii, Xbox 360                                                            | Codezvoltat cu Shaba Games |
| 2008 | 007: Quantum of Solace           | Microsoft Windows, PlayStation 3, Wii, Xbox 360                                                            | |
| 2008 | Call of Duty: World at War       | Microsoft Windows, PlayStation 3, Wii, Xbox 360                                                            | Versiunea Wii codezvoltată de Exakt Entertainment                                                                                        |
| 2010 | Call of Duty: Black Ops          | Microsoft Windows, PlayStation 3, Wii, Xbox 360                                                            | Asistat de FXVille, Nerve Software, Pi Studios, Raven Software și Certain Affinity                                                       |
| 2012 | Call of Duty: Black Ops II       | Microsoft Windows, PlayStation 3, Wii U, Xbox 360                                                          | |
| 2015 | Call of Duty: Black Ops III      | Microsoft Windows, PlayStation 4, Xbox One                                                                 | Asistat de Raven Software |
| 2018 | Call of Duty: Black Ops 4        | Microsoft Windows, PlayStation 4, Xbox One                                                                 | Asistat de Beenox și Raven Software |
| 2020 | Call of Duty: Warzone            | Microsoft Windows, PlayStation 4, Xbox One                                                                 | Codezvoltat cu Infinity Ward și Raven Software                                                                                           |
| 2020 | Call of Duty: Black Ops Cold War | Microsoft Windows, PlayStation 4, PlayStation 5, Xbox One, Xbox Series X/S                                 | Codezvoltat cu Raven Software, asistat de High Moon Studios, Beenox, Activision Shanghai și Sledgehammer Games                           |
| 2021 | Call of Duty: Vanguard           | Microsoft Windows, PlayStation 4, PlayStation 5, Xbox One, Xbox Series X/S                                 | Modurile Zombies și Ranked Play, asistând Sledgehammer Games                                                                             |
| 2022 | Call of Duty: Modern Warfare II  | Microsoft Windows, PlayStation 4, PlayStation 5, Xbox One, Xbox Series X/S                                 | Modul Ranked Play, asistând Infinity Ward                                                                                                |
| 2022 | Call of Duty: Warzone 2.0        | Microsoft Windows, PlayStation 4, PlayStation 5, Xbox One, Xbox Series X/S                                 | Modul Ranked Play, asistând Infinity Ward și Raven Software                                                                              |
| 2023 | Call of Duty: Modern Warfare III | Microsoft Windows, PlayStation 4, PlayStation 5, Xbox One, Xbox Series X/S                                 | Modurile Zombies și Ranked Play, asistând Sledgehammer Games                                                                             |
| 2024 | Call of Duty: Black Ops 6        | Microsoft Windows, PlayStation 4, PlayStation 5, Xbox One, Xbox Series X/S                                 | Codezvoltat cu Raven Software, asistat de Beenox, High Moon Studios, Activision Shanghai, Sledgehammer Games, Infinity Ward și Demonware |

### Porturi dezvoltate
| An   | Joc                                  | Platforme | Dezvoltator(i) |
| ---- | ------------------------------------ | --------- | -------------- |
| 2000 | Tony Hawk's Pro Skater               | Dreamcast | Neversoft      |
| 2000 | Tony Hawk's Pro Skater 2             | Dreamcast | Neversoft      |
| 2001 | Spider-Man                           | Dreamcast | Neversoft      |
| 2001 | Tony Hawk's Pro Skater 2x            | Xbox      | Neversoft      |
| 2009 | Call of Duty: Modern Warfare: Reflex | Wii       | Infinity Ward  |
| 2011 | Call of Duty: Modern Warfare 3       | Wii       | Infinity Ward  |
| 2013 | Call of Duty: Ghosts                 | Wii U     | Infinity Ward  |